# Großebersdorf
Großebersdorf ist eine Marktgemeinde mit 2316 Einwohnern (Stand 1. Jänner 2025) im Bezirk Mistelbach in Niederösterreich.

## Geografie

Groß Ebersdorf am Nordrand des Marchfeldes um 1873 (Aufnahmeblatt der Landesaufnahme)

Großebersdorf liegt etwa 15 Kilometer nördlich von Wien am Übergang des Marchfeldes zum Hügelland des Weinviertels. Der Boden ist größtenteils fruchtbarer Löss, nur um den 242 Meter hohen Wartberg im Westen sind die Böden sandig.
Die Fläche der Gemeinde umfasst 18,03 Quadratkilometer. Davon sind 68 Prozent landwirtschaftliche Nutzfläche, 6 Prozent Gärten, 7 Prozent Weingärten und 9 Prozent der Fläche sind bewaldet.

### Gemeindegliederung
Katastralgemeinden und Ortschaften (Einwohnerzahl Stand 1. Jänner 2025) sind:
- Eibesbrunn (326)
- Großebersdorf (1110) samt Eibesbrunn-Bahnhof
- Manhartsbrunn (407)
- Putzing (473) samt Putzing am See

### Nachbargemeinden
| Harmannsdorf |                                             | Wolkersdorf |
| Enzersfeld   | Kompassrose, die auf Nachbargemeinden zeigt |             |
| Hagenbrunn   | Gerasdorf                                   |             |

## Geschichte
Die beim Wartberg im Ort Putzing gefundenen Keramiken zeigen, dass das Gebiet schon in der Bronzezeit besiedelt war. Die erste urkundliche Erwähnung erfolgte als Eberhartisdorf im Jahr 1168.
Laut Adressbuch von Österreich waren im Jahr 1938 in der Ortsgemeinde Großebersdorf ein Arzt, ein Taxiunternehmer, zwei Bäcker, zwei Binder, ein Dachdecker, zwei Fleischer, zwei Friseure, zwei Fuhrwerker, zwei Gastwirte, vier Gemischtwarenhändler, eine Hebamme, drei Marktfahrer, ein Maurermeister, ein Sattler, ein Schlosser, ein Schmied, ein Schneider und drei Schneiderinnen, vier Schuster, ein Tischler, ein Wagner, zwei Zimmermeister und einige Landwirte ansässig, zudem gab es eine Schrotmühle und drei Agenturen.
In der Endphase des Zweiten Weltkriegs wurden Großebersdorf und Umgebung Schauplatz von Kampfhandlungen zwischen der Wehrmacht und der Roten Armee. Die Bevölkerung wurde nicht evakuiert und suchte in den Weinkellern Schutz. Am 12. April wurde der Ort von russischen Truppen erobert, wobei etwa 40 bis 50 Rotarmisten, vier deutsche Soldaten und drei Zivilisten ums Leben kamen. 14 Gebäude waren abgebrannt, mehrere andere durch Artilleriebeschuss beschädigt, wobei auch die Kirche einen Treffer abbekam. Manhartsbrunn wurde zwischen dem 15. und 18. April durch Artillerie beschossen, wobei zwei Zivilisten getötet und drei Objekte durch Brand vernichtet wurden.
Am 10. November 2011 wurde die Gemeinde Großebersdorf zur Marktgemeinde erhoben.

### Einwohnerentwicklung
| Großebersdorf: Einwohnerzahlen von 1869 bis 2025    | Großebersdorf: Einwohnerzahlen von 1869 bis 2025 | Großebersdorf: Einwohnerzahlen von 1869 bis 2025 | Großebersdorf: Einwohnerzahlen von 1869 bis 2025 | Großebersdorf: Einwohnerzahlen von 1869 bis 2025 |
| --------------------------------------------------- | ------------------------------------------------ | ------------------------------------------------ | ------------------------------------------------ | ------------------------------------------------ |
| Jahr                                                |                                                  |                                                  |                                                  | Einwohner                                        |
| 1869                                                | 1869                                             |                                                  | 1.795                                            | 1.795                                            |
| 1880                                                | 1880                                             |                                                  | 1.809                                            | 1.809                                            |
| 1890                                                | 1890                                             |                                                  | 1.990                                            | 1.990                                            |
| 1900                                                | 1900                                             |                                                  | 2.005                                            | 2.005                                            |
| 1910                                                | 1910                                             |                                                  | 2.124                                            | 2.124                                            |
| 1923                                                | 1923                                             |                                                  | 2.057                                            | 2.057                                            |
| 1934                                                | 1934                                             |                                                  | 2.006                                            | 2.006                                            |
| 1939                                                | 1939                                             |                                                  | 1.874                                            | 1.874                                            |
| 1951                                                | 1951                                             |                                                  | 1.700                                            | 1.700                                            |
| 1961                                                | 1961                                             |                                                  | 1.559                                            | 1.559                                            |
| 1971                                                | 1971                                             |                                                  | 1.491                                            | 1.491                                            |
| 1981                                                | 1981                                             |                                                  | 1.514                                            | 1.514                                            |
| 1991                                                | 1991                                             |                                                  | 1.984                                            | 1.984                                            |
| 2001                                                | 2001                                             |                                                  | 2.159                                            | 2.159                                            |
| 2011                                                | 2011                                             |                                                  | 2.262                                            | 2.262                                            |
| 2021                                                | 2021                                             |                                                  | 2.238                                            | 2.238                                            |
| 2025                                                | 2025                                             |                                                  | 2.316                                            | 2.316                                            |
| Quelle(n): Statistik Austria, Gebietsstand 1.1.2021 |                                                  |                                                  |                                                  |                                                  |

## Kultur und Sehenswürdigkeiten

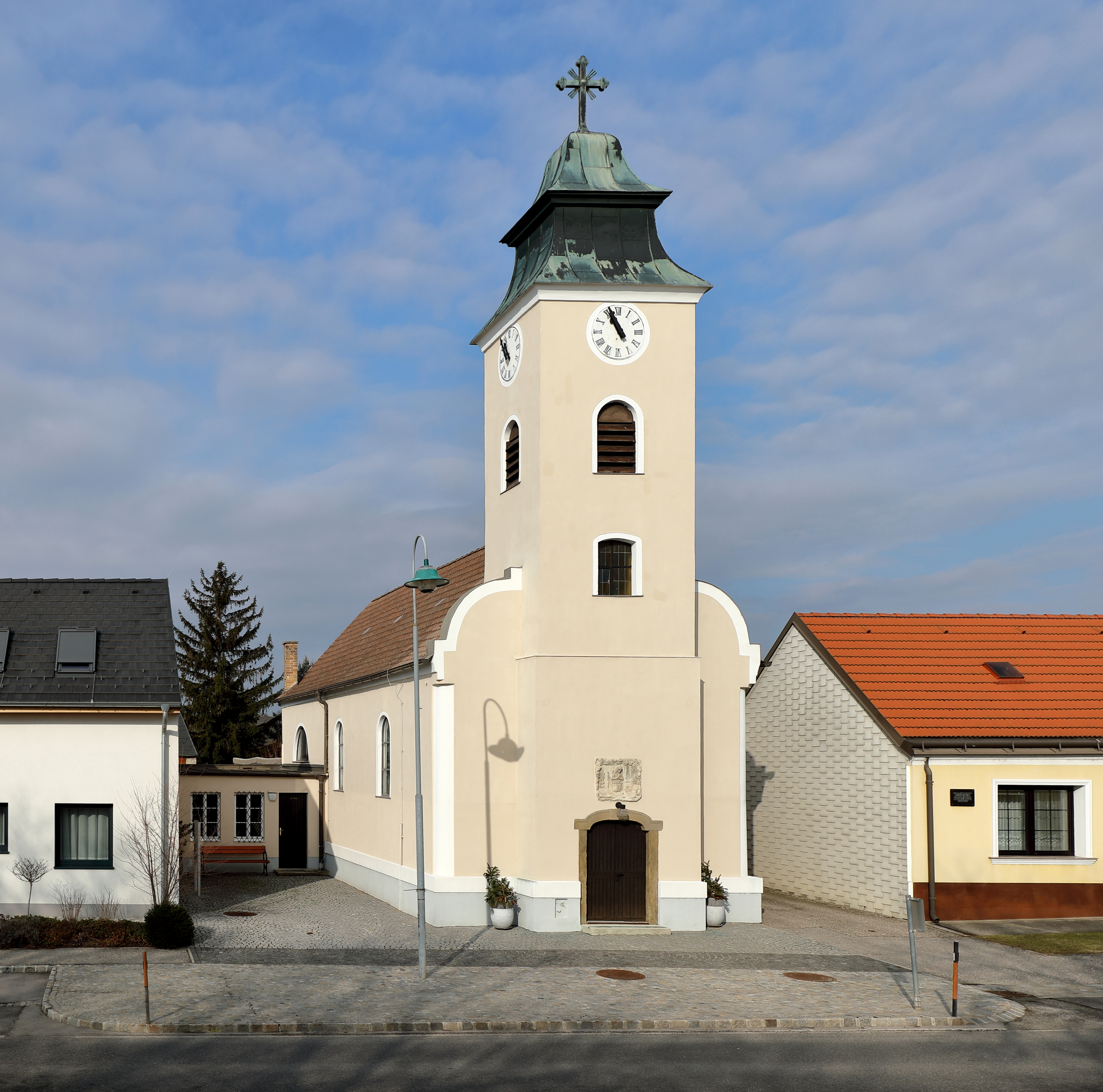
Filialkirche Eibesbrunn

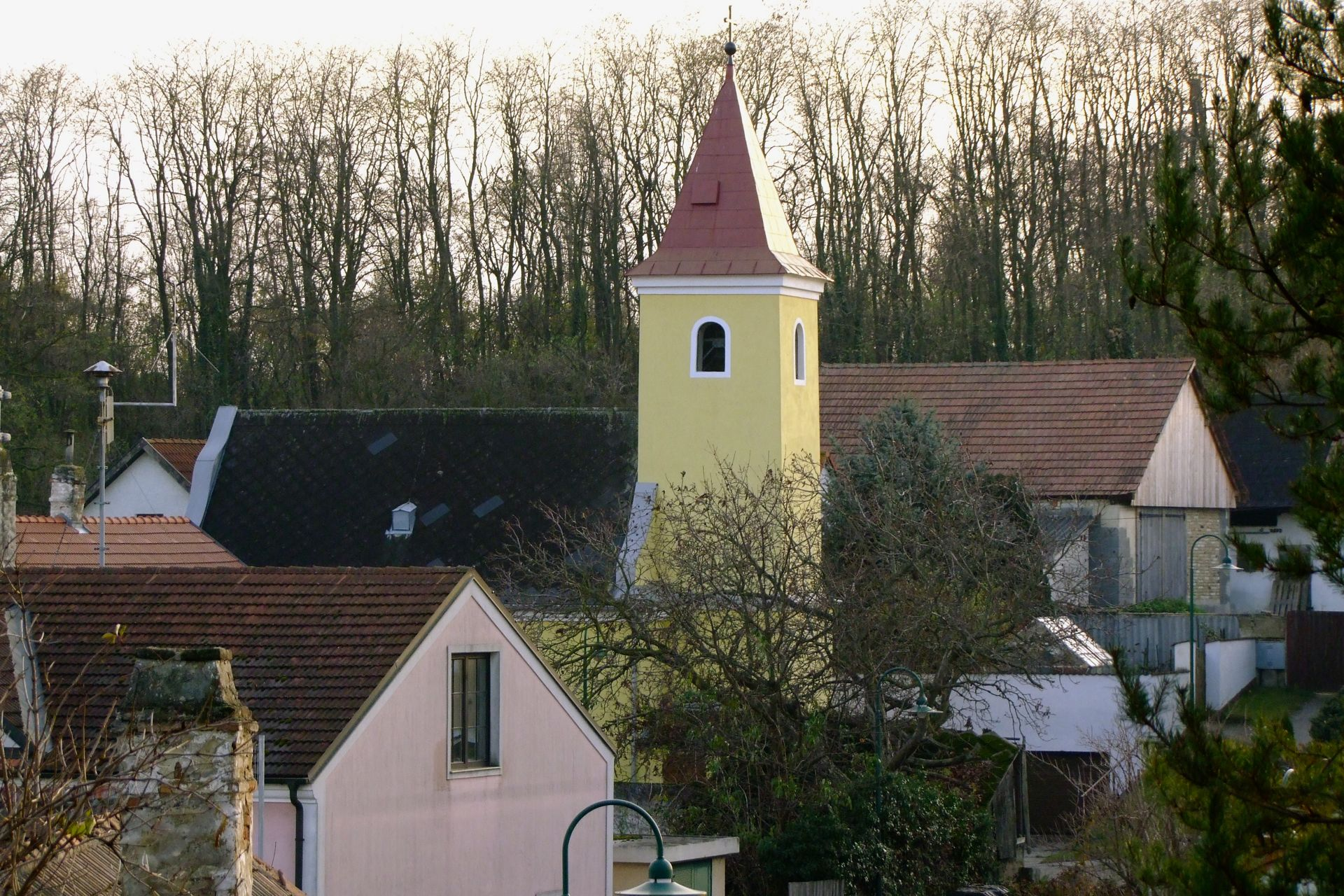
Filialkirche Putzing

- Katholische Pfarrkirche Großebersdorf hl. Nikolaus
- Katholische Pfarrkirche Manhartsbrunn hl. Antonius
- Katholische Filialkirche Eibesbrunn
- Katholische Filialkirche Putzing

## Wirtschaft und Infrastruktur
Nichtlandwirtschaftliche Arbeitsstätten gab es im Jahr 2001 99, land- und forstwirtschaftliche Betriebe nach der Erhebung 1999 108. Die Zahl der Erwerbstätigen am Wohnort betrug nach der Volkszählung 2001 1028. Die Erwerbsquote lag 2001 bei 49,23 %.
- Im Oktober 2018 eröffnete der Onlineversandhändler Amazon.com in Großebersdorf sein erstes Verteilzentrum in Österreich.[5]

### Öffentliche Einrichtungen
Im Ort Großebersdorf befindet sich ein Kindergarten und eine Volksschule. Ein weiterer Kindergarten liegt in Manhartsbrunn.

### Verkehr
- Straße: Im Gemeindegebiet liegt der Knoten Eibesbrunn, bei dem die Nord Autobahn A 5 von der Wiener Außenring Schnellstraße S 1 abzweigt und die B 7 Brünner Straße angebunden ist.
- Wanderwege: Hagenbrunn liegt am Ostösterreichischen Grenzlandweg, am Weinviertelweg sowie am Europäischen Fernwanderweg E8.

## Politik

### Gemeinderat
Der Gemeinderat hat 21 Mitglieder.
- Mit den Gemeinderatswahlen in Niederösterreich 1990 hatte der Gemeinderat folgende Verteilung: 14 ÖVP und 5 SPÖ.
- Mit den Gemeinderatswahlen in Niederösterreich 1995 hatte der Gemeinderat folgende Verteilung: 13 ÖVP, 4 SPÖ und 2 FPÖ.[8]
- Mit den Gemeinderatswahlen in Niederösterreich 2000 hatte der Gemeinderat folgende Verteilung: 13 ÖVP, 3 SPÖ, 2 FPÖ und 1 BGL–Bürgerliste Großebersdorf.[9] (19 Mitglieder)
- Mit den Gemeinderatswahlen in Niederösterreich 2005 hatte der Gemeinderat folgende Verteilung: 15 ÖVP, 5 SPÖ und 1 FPÖ.[10]
- Mit den Gemeinderatswahlen in Niederösterreich 2010 hatte der Gemeinderat folgende Verteilung: 16 ÖVP, 4 SPÖ und 1 FPÖ.[11]
- Mit den Gemeinderatswahlen in Niederösterreich 2015 hatte der Gemeinderat folgende Verteilung: 16 ÖVP, 3 SPÖ und 2 FPÖ.[12]
- Mit den Gemeinderatswahlen in Niederösterreich 2020 hatte der Gemeinderat folgende Verteilung: 11 ÖVP, 4 Grüne, 3 SPÖ und 3 FPÖ.[13]
- Mit den Gemeinderatswahlen in Niederösterreich 2025 hat der Gemeinderat folgende Verteilung: 10 ÖVP, 8 GFG (Gemeinsam für unsere Gemeinde), 2 FPÖ, 1 SPÖ.[14]

### Bürgermeister
- 1988–2012 Josef Krist (ÖVP)
- 2012–2020 Georg Hoffinger (ÖVP)[15]
- 2020–2022 Herbert Gschwindl (ÖVP)[16]
- 2022–2025 Friedrich Haindl (ÖVP)[17]
- seit 2025 Stefan Haindl (ÖVP)[18]

### Wappen
Der Gemeinde wurde 1988 folgendes Wappen verliehen: In einem eins zu zwei geteilten Schild oben in Gold eine aus der Schildesteilung wachsende, zwei Trauben und zwei Blätter tragende grüne Weinranke, unten in Grün ein goldenes Rad.

## Persönlichkeiten
- Georg Hoffinger (* 1941), Kaufmann, Politiker und Abgeordneter zum Landtag von Niederösterreich